# Pucher von Meggenhausen

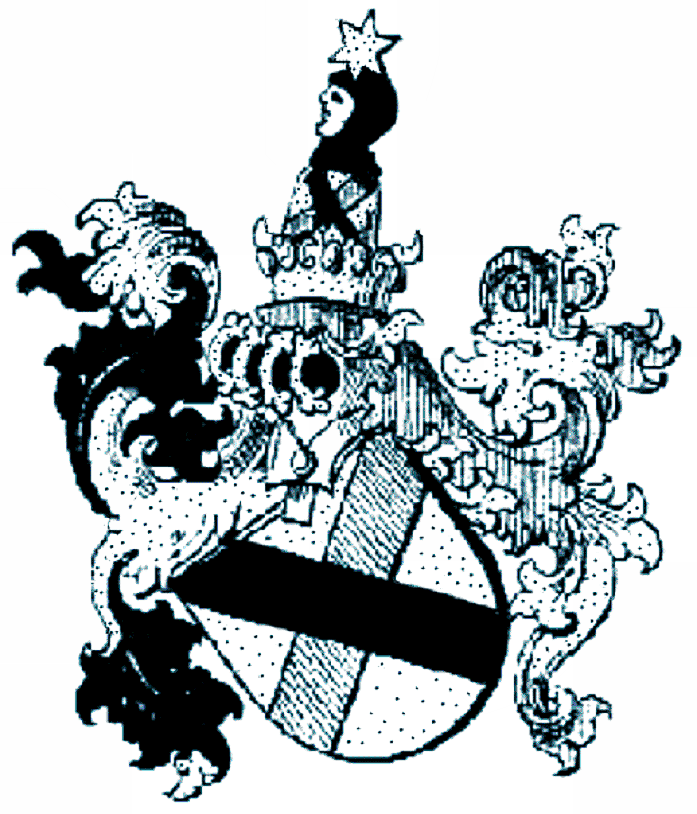
Wappen derer von Pucher zu Meggenhausen 1652

Pucher von Meggenhausen, auch Puecher von Meggenhausen, von Pucher zu Meggenhausen, war der Name eines österreichischen Adelsgeschlechts, das seinen Ursprung im Kanton Graubünden (Schweiz) hatte. Stammvater des Geschlechts war Erhard Pucher, der 1443 in Genf vom damaligen deutschen König und späteren Kaiser Friedrich III. zum Ritter geschlagen wurde.

## Adelserhebungen
- Die Brüder Johann Rudolf Pucher und Georg Niklas Pucher von Meggenhausen wurden am 3. Oktober 1603 in Prag durch Kaiser Rudolf II. in den österreichischen rittermäßigen Adelsstand mit Wappenbesserung erhoben. Johann Rudolf wurde außerdem das Reichslehen Meckenhausen übertragen.[2]
- Johann Georg Pucher wurde auf sein Gesuch hin im Jahr 1635 durch den Kurfürsten von Mainz in den Ritterstand erhoben.[3]
- Am 3. Januar 1652 wurde derselbe Johann Georg Pucher in Wien in den österreichischen Freiherrenstand mit dem Adelsprädikat „von und zu Meggenhausen zu Kadau, Reichenberg und Zwölfaxing“ erhoben.[4] Nach dem Fall der österreichisch-ungarischen Monarchie wurde der Name auf Pucher gekürzt. Die Nachkommen leben heute in Österreich.

## Wappen
Rechter über linken gelegter Schrägbalken (Andreaskreuz). Auf gekröntem Helm behutete Mannspuppe.

## Namensträger
- Georg Niklas Pucher von Meggenhausen († nach 1644), kaiserlicher Rat und Landschaftseinnehmer
- Johann Rudolf Pucher von Meggenhausen († 1625), kaiserlicher Reichshofrat
- Johann Georg Pucher von Meggenhausen (1602-nach 1680), kaiserlicher Hofkriegsrat